# Фонд художника Михаила Шемякина
Фонд художника Михаила Шемякина (в 2017 году переименован в Центр Михаила Шемякина) — некоммерческая организация, созданная художником Михаилом Шемякиным в Санкт-Петербурге в 2002 году.

## О Фонде
Фонд художника Михаила Шемякина был основан в 2002 году для реализации культурных и научных программ. Его цели: поддержка искусства России, организация культурного обмена с зарубежными странами и содействие начинающим художникам, фотографам и музыкантам.
Основой выставочных проектов Фонда служит «Воображаемый музей Михаила Шемякина». В рамках этого проекта Фонд ведет просветительскую работу, открывая доступ к уникальным изобразительным материалам из коллекции Шемякина: изображениям, собранных из каталогов, книг, иллюстраций, фотографии музейных и частных коллекций.
В залах Фонда прошли такие выставки как: «Шар в искусстве», «Образ смерти в искусстве», «Крик в мировом искусстве», «Монстры. Мифологические персонажи», «Рука в искусстве», «Башмак в искусстве», «Разрез в искусстве». Дополнением научной экспозиции является организация в рамках проекта открытого международного конкурса работ современных художников и тематическая выставка оригинальных работ победителей конкурса.
Каждый выставочный проект Фонда сопровождается программой концертов, поэтических вечеров, кинофестивалей и обсуждений темы проекта.
Фонд художника Михаила Шемякина тесно сотрудничает с Музеем Востока и его филиалом в Майкопе, где тематические выставки проходят с оригинальными работами художников Северного Кавказа.
Помимо научной работы, в Фонде реализуются различные проекты, направленные на повышение образовательного, эстетического уровня и творческого потенциала участников, их знакомство с культурой разных стран и развитие международных контактов. Совместно с компанией «Юнилевер» (UISAP) Фондом организован международный художественный проект — ежегодный конкурс, в котором принимают участие тысячи школьников из разных стран мира. Главной наградой является поездка в Лондон на выставку в престижной картинной галерее «Тейт Модерн».

## Цитаты
- «Изначально наш фонд создавался, чтобы оказывать активное содействие начинающим и уже известным художникам, фотографам, творческим коллективам… Помогать развитию творческого потенциала — одна из основных целей, которую я преследовал, открывая его. Следующим шагом в этом направлении станет открытие в России филиалов моего Института философии и психологии творчества. Уверен, они станут отличной базой для людей, которые изучают искусство. Прежде всего он будет функционировать в помощь молодым художникам и искусствоведам»[2] — Михаил Шемякин, 2010.